# 페르난두 메이렐리스
페르난두 메이렐리스(Fernando Meirelles, 1955년 11월 9일 ~ )는 브라질의 영화 감독, 각본가, 영화 제작자이다.

## 출연 작품
- 두 교황 (2019)
- 사랑해, 리우 (2014)
- 아메리카나 (2014)
- 싱구 (2012)
- 360 (2011)
- 웨이스트 랜드 (2010)
- 어드리프트 (2009)
- 눈먼 자들의 도시 (2008)
- 낫 바이 찬스 (2007)
- 시티 오브 맨 (2007)
- 아빠의 화장실 (2007)
- 안토니아 (2006)
- 우리 부모가 휴가를 떠난 해 (2006)
- 징가 (2005)
- 콘스탄트 가드너 (2005)
- 시티 오브 갓 (2002)
- Palace II (2000)